# بردة رشان (أختاتشي محالي)
بردة رشان (بالفارسية: برده‌رشان) هي قرية تقع في إيران في أذربيجان الغربية.